# Vince Welnick
Vince Welnick (Phoenix (Arizona), 21 februari 1951 – Forestville (Californië), 2 juni 2006) was een Amerikaans keyboardspeler die vooral bekend is geworden als toetsenist van de bands The Tubes en   (The) Grateful Dead. Vanwege zijn muzikale verdiensten staat hij opgenomen in de Rock and Roll Hall of Fame.
Hij begon op jonge leeftijd met het spelen van keyboards. Het bandje waarbij Welnick begon te spelen (The Beans) ging uiteindelijk over in The Tubes. Nadat The Tubes in 1986 uit elkaar waren gegaan, speelde Welnick met Todd Rundgren.
Na de dood van Brent Mydland, keyboardspeler van  Grateful Dead, aan een overdosis (26 juli 1990), werd Welnick de nieuwe toetsenist. Welnick was een vriend van zanger Jerry Garcia. Welnick bleef toetsenist tot de dood van Garcia in 1995 (waarna de groep uit elkaar ging). Tijdens de laatste tournee van de band (in de lente en vroege zomer van 1995) leed Welnick aan een longziekte, hoewel dit toentertijd uit de media werd gehouden.
Na de dood van Garcia, zette Welnick enkele soloprojecten op. Daarnaast speelde hij in de band Missing Man Formation en werkte hij kort samen met Ratdog.
Op 2 juni 2006 werd Welnick dood gevonden in zijn huis in Forestville bij San Francisco. Eerst werd meegedeeld dat hij gewond zou zijn aangetroffen en later in het ziekenhuis zou zijn overleden, maar enkele dagen later werd bekendgemaakt dat hij in zijn huis zelfmoord had gepleegd. Hij was na de dood van Garcia depressief geworden.
Vince Welnick is 55 jaar oud geworden.
- International Standard Name Identifier: 0000 0000 4051 4525
- Library of Congress Control Number: n2005091847
- MusicBrainz: c283ad44-7796-4ddb-ad76-f7d08fa68f86
- Virtual International Authority File: 26479452
- WorldCat: E39PBJxCDKTbhqBQfWFhGXYMfq